# 布堅基 (科澤利希納區)
49°13′59″N 34°6′31″E / 49.23306°N 34.10861°E
布堅基（烏克蘭語：Бутенки），是烏克蘭中部的村莊，隸屬波爾塔瓦州的波爾塔瓦區。該村處於沃夫恰河左岸，距離斯拉夫尼夫卡1.5公里，海拔高度81米，2001年人口2,292。